# Friedrich Wilhelm Schäfke
Friedrich Wilhelm Heinrich Schäfke (Berlim, 21 de julho de 1922 – 4 de abril de 2010) foi um matemático alemão, que trabalhou com análise.

## Vida
Friedrich Schäfke obteve um doutorado em 1947 na Universidade de Göttingen, orientado por Wilhelm Magnus, com a tese Über die Wirkung der drei reinen Kopplungsarten zweier frei schwingender Systeme. Obteve a habilitação na Universidade Humboldt de Berlim em 1949 com H. L. Schmid com a obra Zur Parameterabhängigkeit beim Anfangswertproblem für gewöhnliche lineare Differentialgleichungen. A partir de 1949 foi Privatdozent na Universidade de Mainz, onde tornou-se professor extraordinário em 1955. Em 1957 foi chamado como professor ordinário da Universidade do Sarre. Em 1958 foi para a Universidade de Colônia. Em 1971 segui um chamado da Universidade Livre de Berlim, mas a abandonou em seguida devido a "condições caóticas".

## Obras
- Mathieusche Funktionen und Sphäroidfunktionen mit Anwendungen auf physikalische und technische Probleme, Springer 1954, com Josef Meixner
- Mathieu Functions and Spheroidal Functions and their Mathematical Foundations: Further Studies, Springer 1980, com Josef Meixner e G. Wolf
- Einführung in die Theorie der speziellen Funktionen der mathematischen Physik, Springer 1963
- Differenzierbare Abbildungen, Köln 1967, com Dietrich Krekel e Dieter Schmdit
- Quasimetrische Räume und quasinormierte Gruppen, Birlinghoven St. Augustin 1971
- Gewöhnliche Differentialgleichungen. Die Grundlagen die Theorie im Reellen und Komplexen, Springer 1973, ISBN 3-540-05865-6, com Dieter Schmdit
- Integrale, 1992, ISBN 3-411-15431-4, com Dieter Hoffmann